# Xa lộ châu Âu E01
Xa lộ châu Âu E 01 là một loạt các tuyến đường ở châu Âu, một phần của mạng lưới đường bộ E quốc tế liên quốc gia, chạy từ Larne, Bắc Ireland tới Sevilla, Tây Ban Nha. Có đoạn cắt qua biển qua giữa bến cảng Rosslare tại Ireland, và Ferrol, nhưng không có dịch vụ phà. Con đường sau đó đi qua Bồ Đào Nha - qua thành phố Porto, qua thủ đô Lisbon, và sau đó về phía nam tới Algrave, Faro qua trước khi đến biên giới Tây Ban Nha phía tây Huelva.